# The Governor's Lady
The Governor's Lady er en amerikansk stumfilm fra 1915 af George Melford.

## Medvirkende
- May Allison som Katherine Strickland.
- Edith Wynne Matthison.
- James Neill som Daniel Slade.
- Theodore Roberts som Strickland.
- Tom Forman som Robert Hayes.